# Cardionema kurtzii
Cardionema kurtzii là loài thực vật có hoa thuộc họ Cẩm chướng. Loài này được Subils mô tả khoa học đầu tiên năm 1979.